# Милица Гојковић
Милица Гојковић (Београд, 1989) српска је телевизијска и позоришна глумица.

## Биографија
Како из три покушаја није успела да упише Факултет драмских уметности, Милица Гојковић је глуму уписала на Академији уметности београдског Алфа универзитета у класи професора Небојше Дугалића и асистенткиње Хане Селимовић. Са њом у класи студирали су Невен Бујић, Петар Дамјановић, Младен Дедић, Лора Ђуровић, Јован Јелисавчић, Лана Караклајић, Оља Левић, Тања Марков, Миљана Поповић, Сара Цвијовић и Маја Шуша. По завршетку студија углавном је наступала у београдским позориштима, а остварила је и неколико споредних улога у домаћим филмовима и серијама. Широј јавности представила се улогом Маре у серији Драгана Бјелогрлића Сенке над Балканом из 2017. Татјана Њежић, новинарка листа Блиц, сврстала ју је међу три најзапаженије младе глумице те године, уз Јовану Гавриловић и Јовану Стојиљковић.
Године 2019, примљена је у ансамбл Југословенског драмског позоришта, заједно са колегама Јоакимом Тасићем и Миодрагом Драгичевићем.
У серији Сабља тумачила је Даницу Мандић, новинарку коју истражује убиство Зорана Ђинђића и једно од главних ликова у тој серији.

## Улоге

### Позоришне представе
| Представа                  | Улога                                            | Текст                  | Драматургија /адаптација/          | Режија                         | Позориште                       | Премијера          |
| -------------------------- | ------------------------------------------------ | ---------------------- | ---------------------------------- | ------------------------------ | ------------------------------- | ------------------ |
| Тартиф                     | Маријана                                         | Молијер                | Егон Савин                         | Егон Савин                     | Југословенско драмско позориште | 3. април 2008.     |
| Удес Кадмовића свијех      | Антигона                                         | Софокле, Есхил         | Небојша Дугалић Хана Селимовић     | Небојша Дугалић Хана Селимовић | Академија уметности Београд     | 2012.              |
| Сан летње ноћи             | Пук                                              | Вилијам Шекспир        | Небојша Дугалић Хана Селимовић     | Небојша Дугалић Хана Селимовић | Академија уметности Београд     | 2012.              |
| Муза                       |                                                  | Муза Павлова           | Борис Гргуровић                    | Исидора Гонцић                 | Театар Вук                      | 13. новембар 2012. |
| Пер Гинт                   | Жена у зеленом / Хуху / Мршавко                  | Хенрик Ибсен           | Небојша Дугалић Хана Селимовић     | Небојша Дугалић Хана Селимовић | Академија уметности Београд     | 8. јун 2013.       |
| Казимир и Каролина         | Ели                                              | Еден фон Хорват        | Гордана Гонцић                     | Снежана Тришић Исидора Гонцић  | Атеље 212                       | 18. децембар 2014. |
| Струјосек                  | Стаја                                            | Александар Радивојевић | Гордана Гонцић                     | Александар Швабић              | Атеље 212                       | 16. март 2015.     |
| Палилулски роман           | Свастика                                         | Бранислав Нушић        | Егон Савин                         | Егон Савин                     | Београдско драмско позориште    | 12. јун 2015.      |
| Позив на погубљење         | Браћа близанци                                   | Александар Червински   | Александар Червински               | Бобан Скерлић                  | Београдско драмско позориште    | 8. октобар 2015.   |
| Човек, звер и врлина       | Ноно                                             | Луиђи Пирандело        | Егон Савин                         | Егон Савин                     | Београдско драмско позориште    | 26. фебруар 2016.  |
| Пасивно пушење             | Зорка (глас)                                     | Небојша Ромчевић       | Егон Савин                         | Егон Савин                     | Звездара театар                 | 8. октобар 2016.   |
| Под жрвњем                 | Олга                                             | Драгослав Ненадић      | Егон Савин                         | Егон Савин                     | Југословенско драмско позориште | 16. октобар 2016.  |
| Хотел Слободан промет      | Викторија                                        | Жорж Фејдо             | Милош Кречковић                    | Борис Лијешевић                | Југословенско драмско позориште | 23. децембар 2016. |
| Ајнштајнови снови          | Бетина, Мица, Ђузепина, Балерина, Млада Доменика | Ален Лајтмен           | Јелена Мијовић Русомир Богдановски | Слободан Унковски              | Југословенско драмско позориште | 15. октобар 2017.  |
| Месец дана на селу         | Верочка                                          | Иван Тургењев          | Ива Милошевић                      | Ива Милошевић                  | Југословенско драмско позориште | 2. фебруар 2018.   |
| Деведесете                 | Цеца                                             | Горан Миленковић       | Славко Милановић                   | Егон Савин                     | Народно позориште у Београду    | 27. март 2018.     |
| Врат од стакла             | Мирна                                            | Биљана Србљановић      | Биљана Србљановић                  | Јагош Марковић                 | Југословенско драмско позориште | 5. октобар 2018.   |
| Ујка Вања                  | Софија Александровна (Соња)                      | Антон Павлович Чехов   | Егон Савин                         | Егон Савин                     | Југословенско драмско позориште | 8. децембар 2018.  |
| Натан Мудри                | Реха, Сита 1                                     | Готхолд Ефрајм Лесинг  | Димитрије Коканов                  | Јована Томић                   | Југословенско драмско позориште | 9. март 2019.      |
| Много буке ни око чега     | Беатриче                                         | Вилијам Шекспир        | Милош Кречковић                    | Ива Милошевић                  | Југословенско драмско позориште | 29. новембар 2019. |
| Развојни пут Боре шнајдера | Гоца                                             | Александар Поповић     | Егон Савин                         | Егон Савин                     | Југословенско драмско позориште | 16. март 2023.     |

### Филмографија
| Год.       | Назив                                   | Улога           |
| ---------- | --------------------------------------- | --------------- |
| 2007.      | Крај часа (кратки филм)                 | Уна             |
| 2010.      | Четвртак (кратки филм)                  | Ивана           |
| 2014.      | Излаз у случају опасности (кратки филм) | Девојка         |
| 2016.      | Кога боли * (кратки филм)               | Ања             |
| 2016.      | Сумњива лица                            | Мала            |
| 2017.      | Сенке над Балканом                      | Мара            |
| 2018—2019. | Беса (серија)                           | Уна Перић       |
| 2019—2021. | Жигосани у рекету                       | Лола            |
| 2019.      | Жмурке                                  | Зора            |
| 2021.      | Нечиста крв: Грех предака               | Анђа            |
| 2021.      | Нечиста крв (серија)                    | Анђа            |
| 2022.      | Бунар (серија)                          | Марија          |
| 2023.      | Јужни ветар: На граници (серија)        | Бојана / Јована |
| 2023.      | Посета (серија)                         | Ања             |
| 2023.      | Тунел (серија)                          | Ирина           |
| 2024.      | Сабља (серија)                          | Даница Мандић   |

## Награде и признања
- Награда за најбољу глуму целокупној екипи кратког филма Четвртак на фестивалу „Young Cuts“ у Монтреалу 2010. године[30]
- Годишња награда ЈДП 2017. године за колективну игру ансамблу представе Под жрвњем[31]
- Златна антена на 8. Федису, за најбољу женску епизодну улогу у телевизијској серији Сенке над Балканом[32]
- Награда Ружица Сокић за најбоље глумачко остварење у позоришној сезони 2017/2018.[33]
- Годишња награда ЈДП 2019. године за колективну игру ансамблу представе Натан Мудри[34]